# Xixianykus
Xixianykus zhangi
Genre
Espèce
Xixianykus est un genre éteint de petits dinosaures théropodes de la famille des alvarezsauridés. Il a été trouvé en Chine dans le xian de Xixia où il a été découvert dans la formation géologique de Majiacun datée du Coniacien (Crétacé supérieur), soit il y a environ entre 89,8 à 85,7 millions d'années,.
L'espèce type et seule espèce est Xixianykus zhangi, décrite par Xu Xing et al. en 2010.

## Étymologie
Le nom de genre Xixianykus combine le nom de la région où le fossile a été découvert, le xian de Xixia, et le mot du grec ancien « -onyx », « ongle, griffe » qui est un suffixe courant pour les genres de théropodes de la famille des alvarezsauridés. Le nom d'espèce  « zhangi » rend hommage à Zhang Xinglao.

## Description

Comparaison de taille entre Xixianykus et un chat.

La description de Xixianykus est basée sur un seul spécimen, un squelette partiel dépourvu de son crâne. L’animal est de petite taille, environ 50 centimètres de long et une vingtaine de centimètres de hauteur.
C'est l'un des plus petits dinosaures non-aviens. Il était probablement recouvert de plumes.

## Paléobiologie
L'étude du squelette de Xixianykus indique que c'était vraisemblablement un dinosaure coureur. En proportion de sa taille, ses pattes sont en effet très longues (12 centimètres), avec un fémur court et un tibia et métatarse longs, une morphologie qui caractérisent les coureurs rapides.